# Lourba
Lourba ist ein osttimoresischer Suco im Verwaltungsamt Bobonaro (Gemeinde Bobonaro).

## Geographie
Lourba liegt im Norden des Verwaltungsamts Bobonaro. Nördlich liegt der Suco Soileco, nordöstlich die Sucos Maliubu und Tebabui, östlich der Suco Carabau, südöstlich der zu Cova Lima gehörende Suco Lepo, südlich der Suco Bobonaro und westlich der Suco Malilait. Lourba hat eine Fläche von 7,08 km² und teilt sich in die vier Aldeias Gumer, Lourba Leten (Lourbaleteo, Lourbaleten, zu deutsch: Ober-Lourba), Sordoli (Sardoli, Saidoli) und Zo-Belis (Zobelis). Zo-Belis nimmt dabei im Süden mehr als zwei Drittel der Fläche ein.
Der Loumea fließt entlang dem westlichen Teil der Grenze zum Suco Bobonaro. Zuvor durchquert der Fluss Lourba, zwischen den Bergen Lolo Mole (712 m, Lage) in der Südostspitze des Sucos und Lolo Pigidal (794 m, Lage) im Norden. Über 200 m beträgt der Höhenunterschied zwischen den Bergen und dem Fluss. In den Loumea mündet der Mabesi, der einen Teil der Grenze zu Malilait bildet. Der Grenze zu Maliubu und Tebabui folgt der Fluss Babalai, der zum Flusssystem des Lóis gehört.
Die Überlandstraße aus Maliana führt durch den Norden des Sucos in West-Ost-Richtung. Die Ebene hier liegt nicht wesentlich tiefer als der Lolo Pigidal im Süden. Die Straße teilt sich auf und führt nach Südosten in Richtung Carabau und nach Nordosten nach Atsabe. An der Straße liegen die Ortschaften Gumer, Lourba und Ohobin. Im Nordosten des Sucos liegt das Dorf Sordoli. Etwas südlich der Straße liegt das Dorf Zo-Belis. Im Dorf Lourba befinden sich eine Kapelle und eine Grundschule (Escola Basica Nazare Lourba) und in Gumer eine Prä-Sekundarschule (Escola Pre-Secundaria Lourba). Nahe Ohobin steht eine Sendeanlage der Telemor.

## Einwohner
Im Suco Lourba leben 1.487 Einwohner (2022), davon sind 743 Männer und 744 Frauen. Im Suco gibt es 281 Haushalte. Über 80 % der Einwohner geben Bunak als ihre Muttersprache an. Über 15 % sprechen Kemak, kleine Minderheiten Idaté, Makalero oder Tetum Prasa.

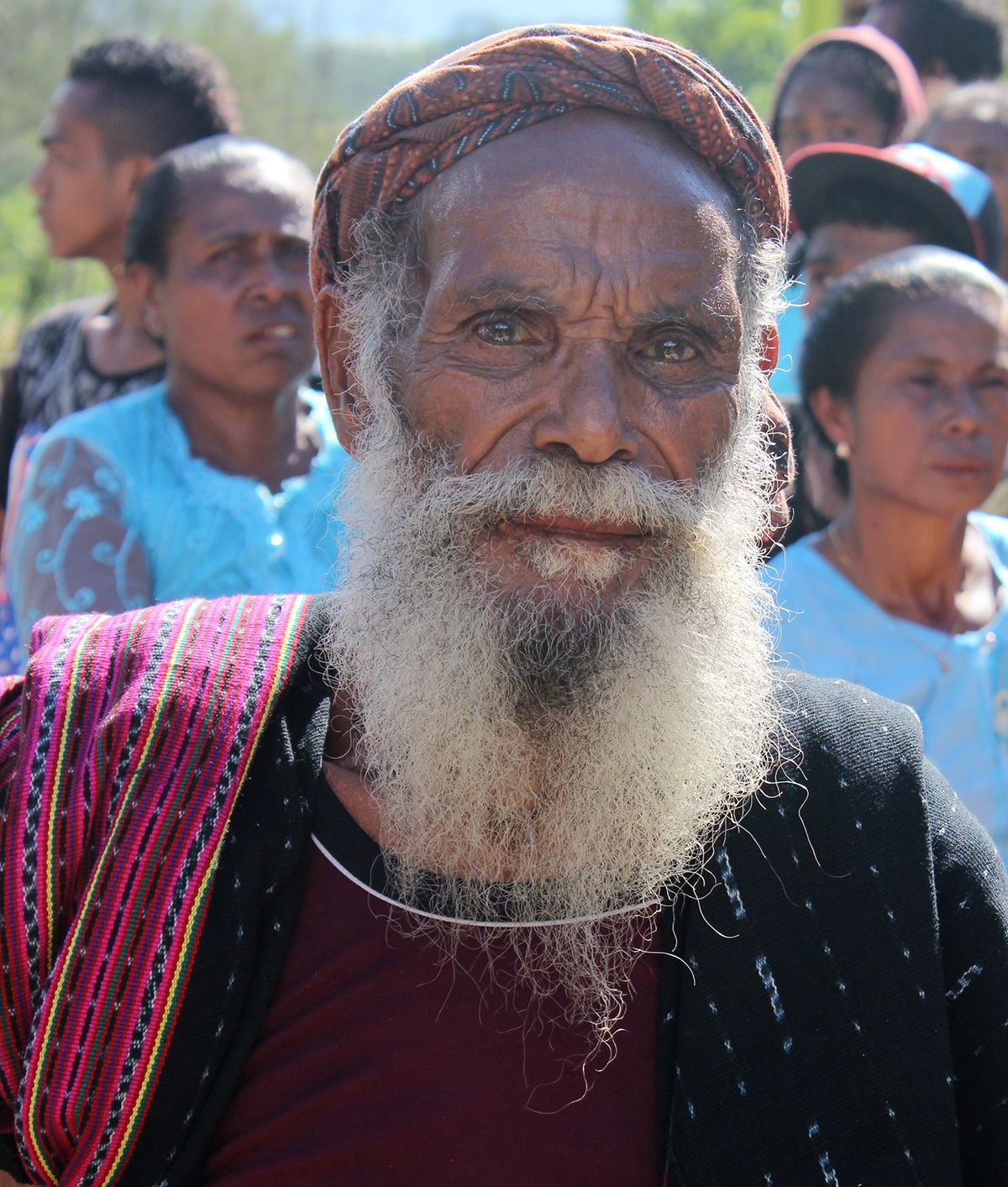
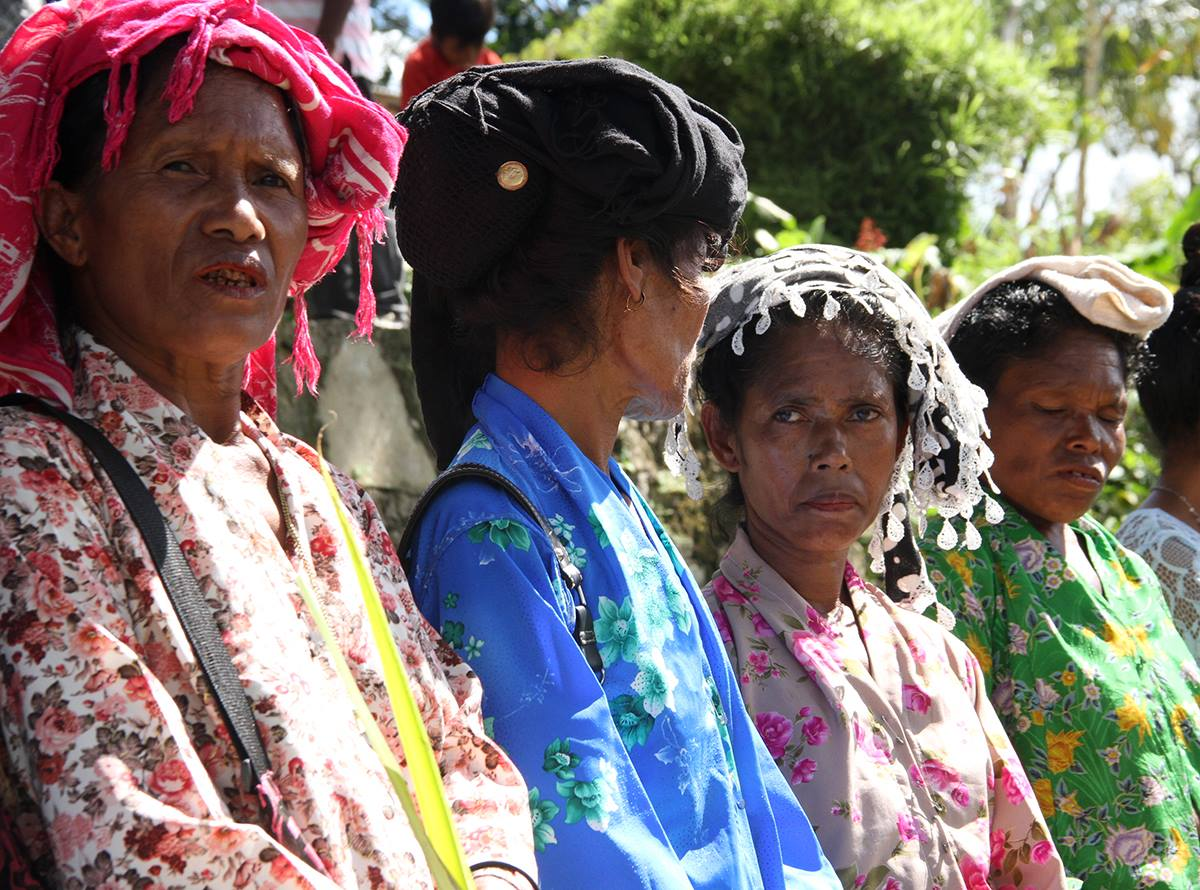
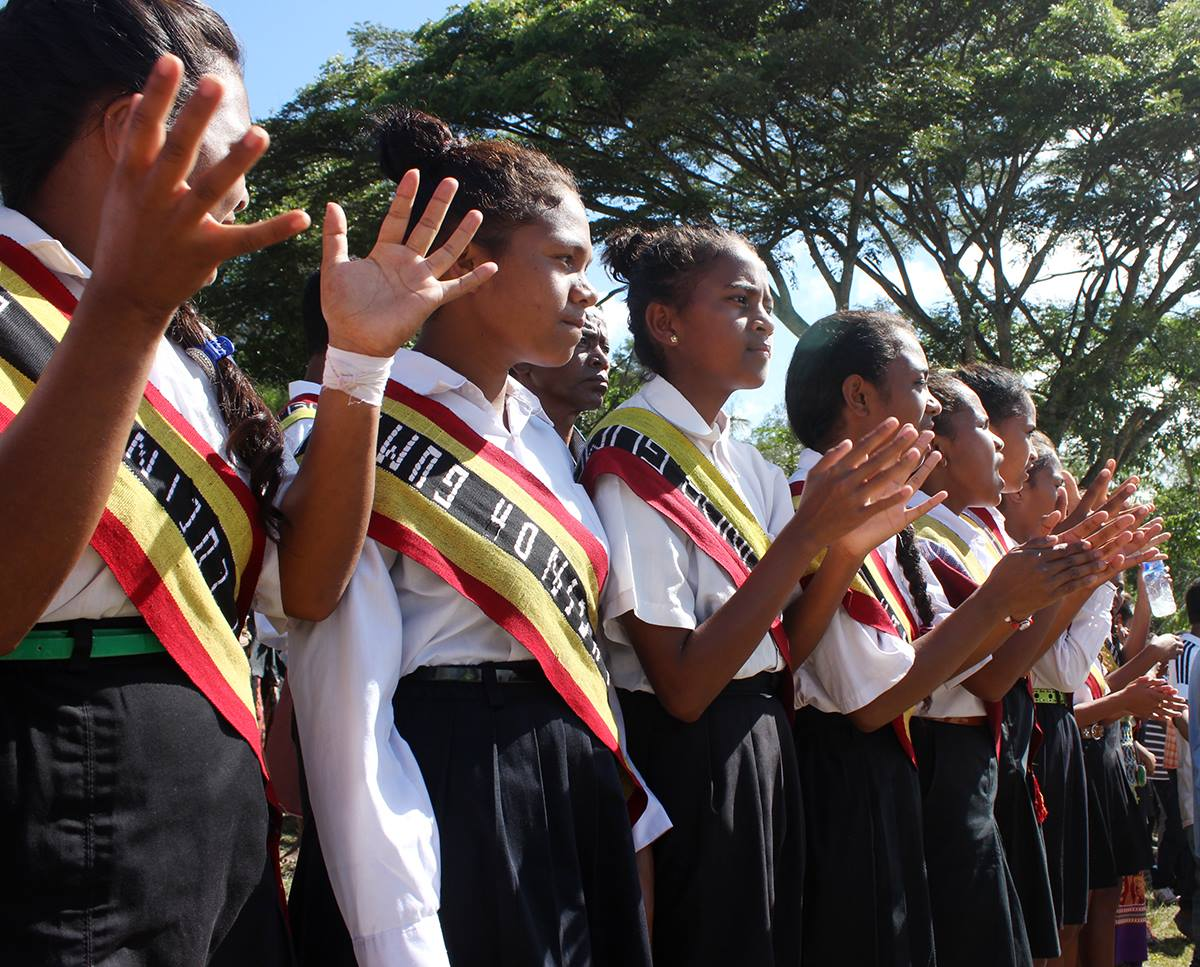
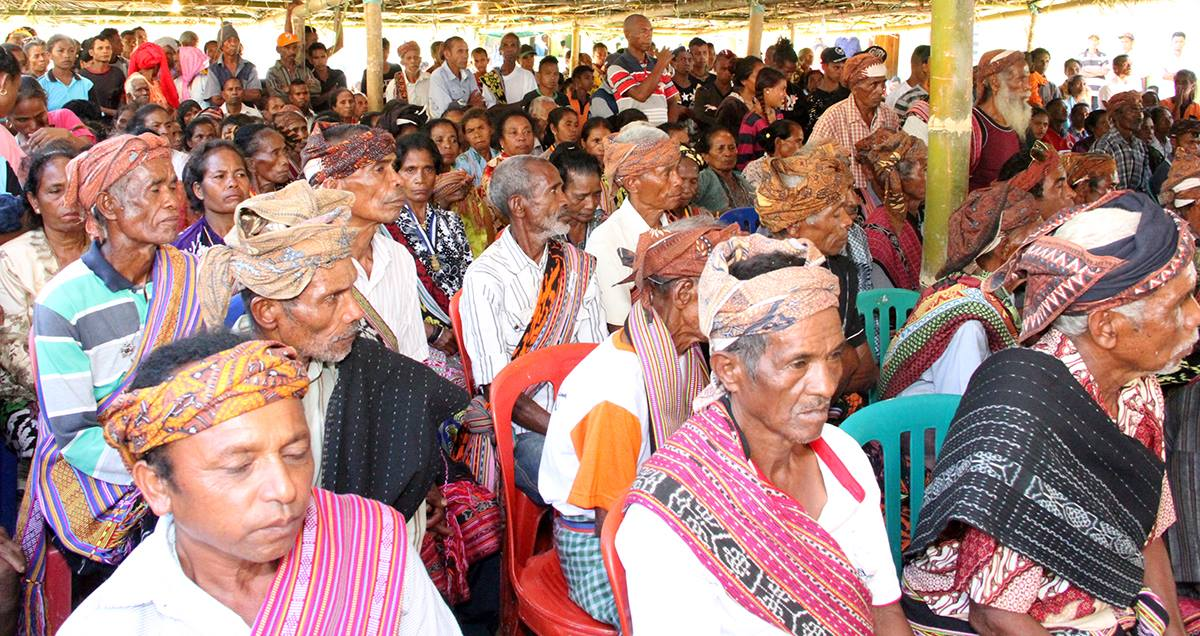

## Geschichte
In Lourba kam es nach dem Unabhängigkeitsreferendum in Osttimor 1999, wie in vielen anderen Teilen des Landes, zu massiven Gewalttaten. Von Soldaten der Streitkräfte Indonesiens und pro-indonesische Milizen wurden Häuser niedergebrannt und bekannte Befürworter der Unabhängigkeit ermordet.

## Politik

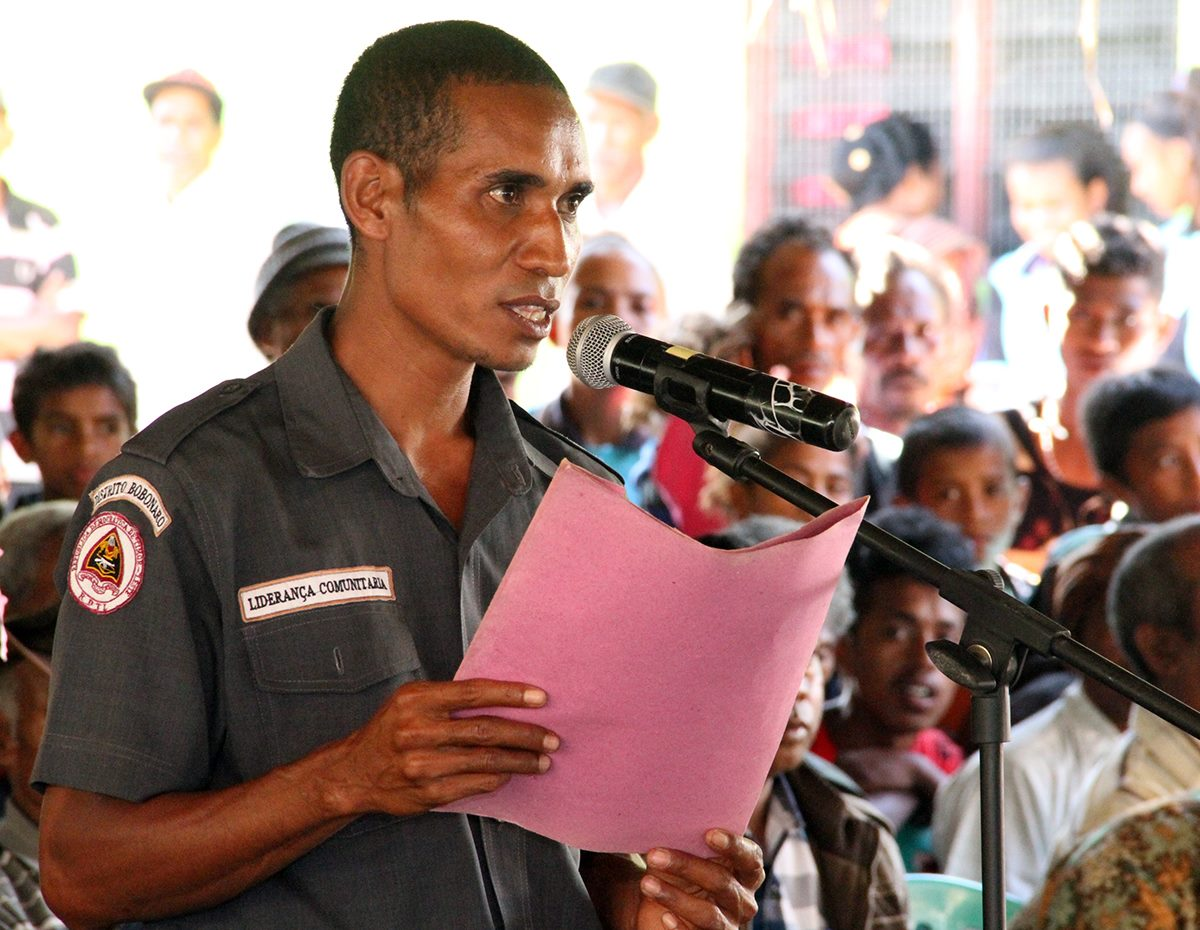
Fernando de Jesus Barreto (2016)

Bei den Wahlen von 2004/2005 wurde Silverio Cardoso zum Chefe de Suco gewählt. Bei den Wahlen 2009 gewann Fernando de Jesus Barreto und 2016 Lino da Cruz. Er wurde 2023 wiedergewählt.